# Drimys oligandra
Drimys oligandra är en tvåhjärtbladig växtart som beskrevs av A. C. Smith. Drimys oligandra ingår i släktet Drimys och familjen Winteraceae. Inga underarter finns listade.